# Жомарт, Динмухаммед Аскатулы
Динмухаммед Аскатулы Жомарт (каз. Дінмұхаммед Асқатұлы Жомарт; род. 6 декабря 2000, Алма-Ата) — казахстанский футболист, вратарь клуба «Женис».

## Клубная карьера
Футбольную карьеру начинал в 2018 году. 30 ноября 2020 года в матче против клуба «Тараз» дебютировал в казахстанской Премьер-лиге (1:0).
Летом 2021 года перешёл в российский клуб «Кайрат» Москва. 10 сентября 2021 года в матче против клуба «Красава» дебютировал в ФНЛ-2.

## Карьера в сборной
26 марта 2021 года дебютировал за молодёжную сборную Казахстана в матче против молодёжной сборной Болгарии (1:3).

## Достижения
«Кайрат»
- Чемпион Казахстана: 2020

## Клубная статистика
| Клуб              | Сезон            | Лига | Лига | Кубки | Кубки | Еврокубки | Еврокубки | Итого | Итого |
| Клуб              | Сезон            | Игры | Голы | Игры  | Голы  | Игры      | Голы      | Игры  | Голы  |
| ----------------- | ---------------- | ---- | ---- | ----- | ----- | --------- | --------- | ----- | ----- |
| Кайрат            | 2019             | 0    | 0    | —     | —     | —         | —         | 0     | 0     |
| Кайрат            | 2020             | 1    | 0    | —     | —     | —         | —         | 1     | 0     |
| Кайрат            | 2021             | 0    | 0    | —     | —     | —         | —         | 0     | 0     |
| Кайрат            | Итого            | 1    | 0    | —     | —     | —         | —         | 1     | 0     |
| → Кайрат М        | 2018             | 24   | -25  | —     | —     | —         | —         | 24    | -25   |
| → Кайрат М        | Итого            | 24   | -25  | —     | —     | —         | —         | 24    | -25   |
| → Кайрат-Жастар   | 2019             | 12   | -26  | —     | —     | —         | —         | 12    | -26   |
| → Кайрат-Жастар   | 2020             | 6    | -6   | —     | —     | —         | —         | 6     | -6    |
| → Кайрат-Жастар   | 2021             | 2    | -2   | —     | —     | —         | —         | 2     | -2    |
| → Кайрат-Жастар   | Итого            | 20   | -34  | —     | —     | —         | —         | 20    | -34   |
| → Кайрат (Москва) | 2021/22          | 17   | -23  | 1     | 0     | —         | —         | 18    | -23   |
| → Кайрат (Москва) | Итого            | 17   | -23  | 1     | 0     | —         | —         | 18    | -23   |
| Туран             | 2022             | 1    | -3   | 1     | 0     | —         | —         | 2     | -3    |
| Туран             | 2023             | 12   | -13  | 3     | -4    | —         | —         | 15    | -17   |
| Туран             | 2024             | 1    | -1   | 2     | -5    | —         | —         | 3     | -6    |
| Туран             | Итого            | 14   | -17  | 6     | -9    | —         | —         | 20    | -26   |
| Всего за карьеру  | Всего за карьеру | 76   | -99  | 7     | -9    | —         | —         | 83    | -108  |